# 平和信号場
平和信号場（ピョンファしんごうじょう）は、大韓民国全羅南道順天市にある韓国鉄道公社（KORAIL）の信号場。

## 接続する鉄道路線
韓国鉄道公社　
慶全線　
全慶三角線

## 沿革
- 1967年2月9日：配置簡易駅として開業[1]。
- 1969年8月1日：無人化[2]。
- 1978年7月16日：無配置簡易駅に降格。
- 2002年12月20日：廃止。
- 2011年5月25日：信号場として再開業。

## 隣の駅
韓国鉄道公社
慶全線
光陽駅 - 平和信号場 - 順天駅
全慶三角線
平和信号場 - 星山駅